# 盐场堡镇
盐场堡镇，是中华人民共和国陕西省榆林市定边县下辖的一个乡镇级行政单位。

## 行政区划
盐场堡镇下辖以下地区：
西梁湾村、北畔村、二楼村、东滩村、波萝池村、马圈村、杜井村、张梁村、烂泥池村、小份子村、王圈村、西畔村、杨凤渠子村、东畔村、贾圈村、东梁村和周台子村。